# Alameda de la Sagra
Alameda de la Sagra là một đô thị trong tỉnh Toledo, Castile-La Mancha, Tây Ban Nha. Theo điều tra dân số 2007 (INE), đô thị này có dân số là 3242 người.